# Músculo tensor de la fascia lata
El músculo tensor de la fascia lata (Musculus tensor fasciae latae) es un músculo que se encuentra en la parte superior y lateral del muslo, de forma aplanada y delgada. Es el músculo más anterior del grupo superficial de músculos de la región glútea y está situado por encima del glúteo menor y de la parte anterior del glúteo medio.

## Inserción y origen
Su inserción proximal (origen) está ubicado en el tercio anterolateral de la cresta ilíaca, espina ilíaca anterosuperior.
Su inserción distal: este músculo se continúa a través del Tracto Iliotibial el cual se inserta en el tubérculo lateral de la tibia (tubérculo de Gerdy), tiene expansiones hacia la rótula.

## Función
El tensor de la fascia lata estabiliza la rodilla en extensión y, trabajando con el músculo glúteo mayor sobre la cintilla iliotibial lateral al trocánter mayor, estabiliza la articulación de la cadera manteniendo encajada la cabeza del fémur en el acetábulo. Es, como indica su nombre, tensor de la fascia lata. Abduce y rota medialmente al muslo, inclina la pelvis, en algunos casos puede llegar a ser extensor de la rodilla. Además, contribuye ligeramente a la flexión de la articulación de la cadera.

## Cómo estirar el músculo
Para estirar el tensor de la fascia lata conviene flexionar un poco el tronco hacia delante y dejar atrás la pierna que queremos estirar. Esta queda totalmente recta y cruzada por atrás, en tijera, hasta sentir la tensión en el inicio de la fascia, cerca de la cabeza del fémur, en la articulación de la cadera e incluso más arriba. Mantener hasta treinta segundos. Sin dolor y sin movimiento alguno. También se puede estirar en posición supina, realizando una elevación con la pierna recta y desde esta posición llevar la extremidad hacia la zona medial del cuerpo.

## Inervación
Lo inerva el nervio glúteo superior (L5,S1).

## Galería de imágenes

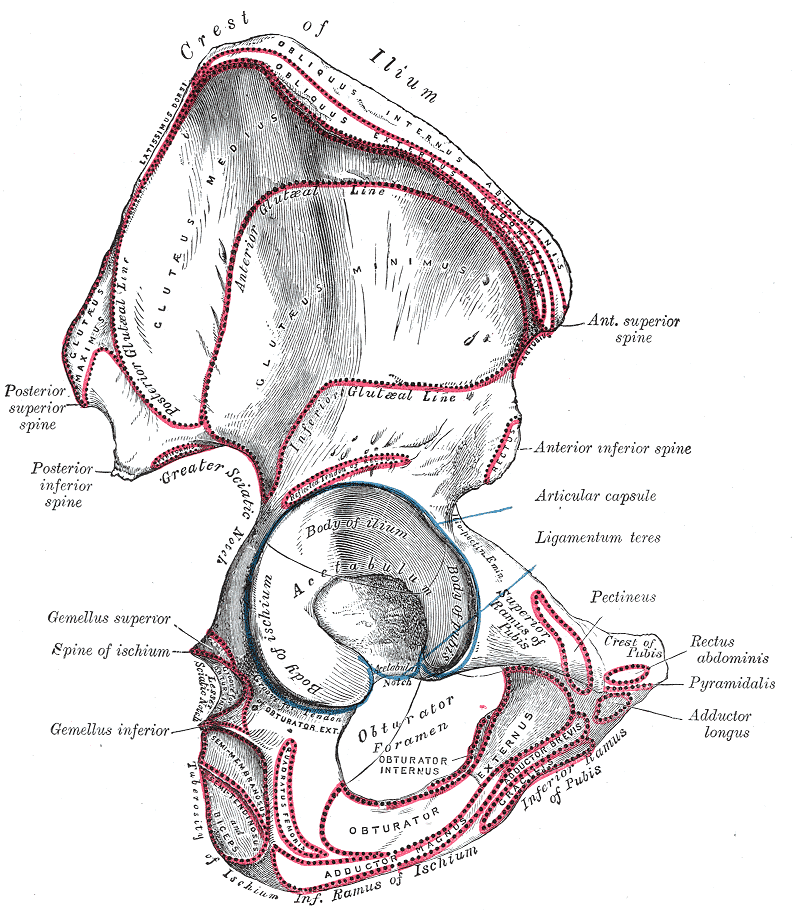
Cadera derecha.
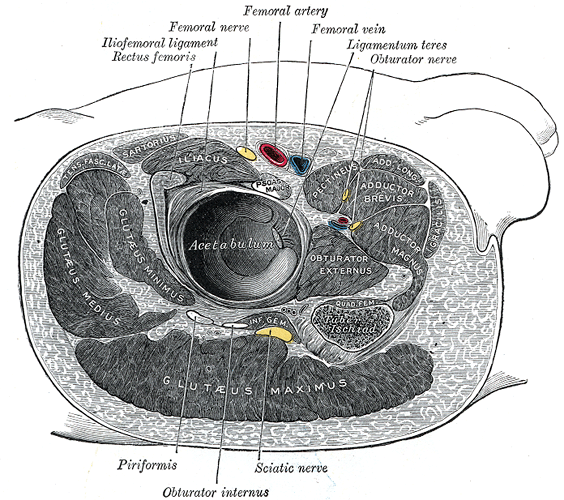
Estructuras que rodean la articulación coxofemoral
Músculos de la región ilíaca y femoral anterior.
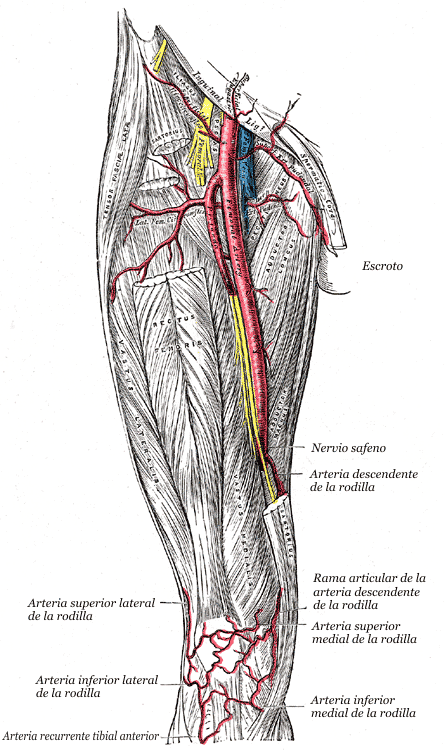
Arteria femoral.
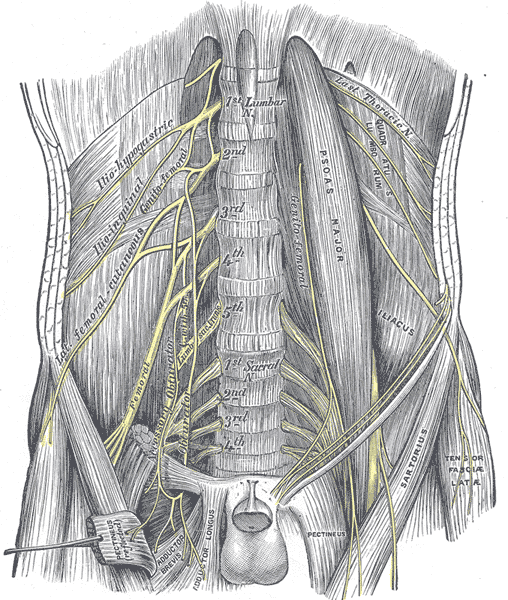
Plexo Lumbar.
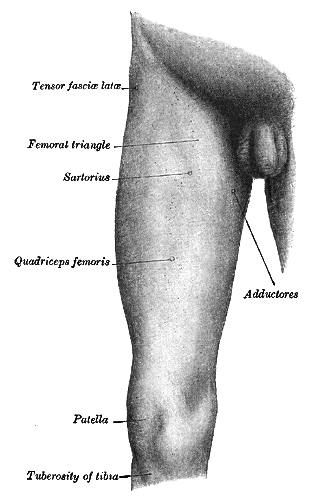
Visión anteromedial de la tibia derecha.
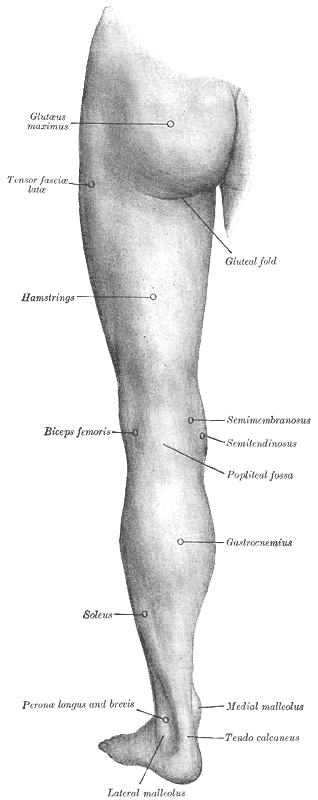
Visión posterior de la extremidad inferior izquierda.